# Henry Thomas De la Beche

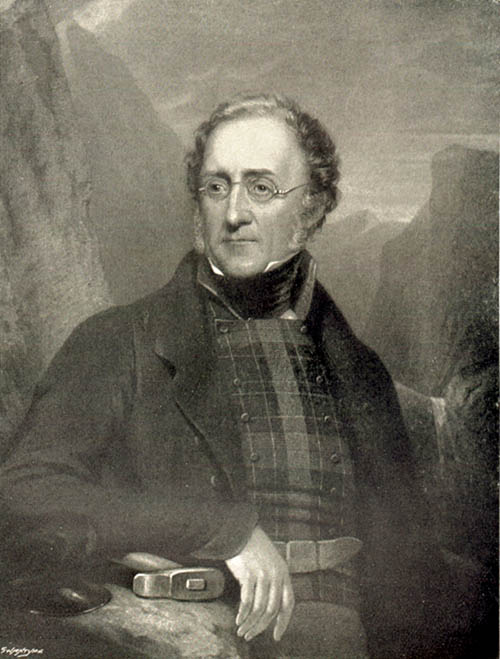
Sir Henry Thomas De la Beche.

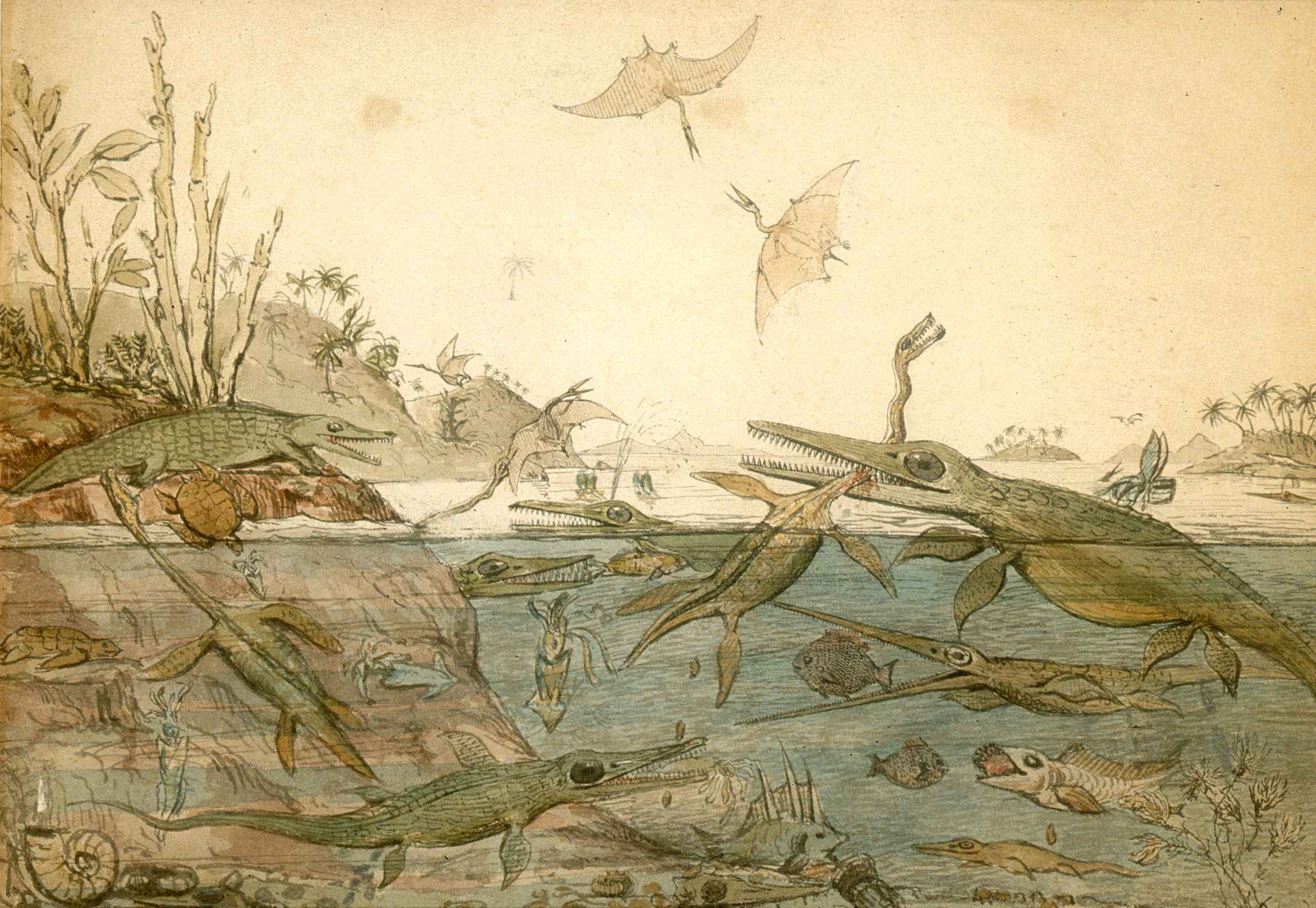
Duria Antiquior. En akvarell av De la Beche 1830 föreställande livet i Dorset under Jura.

Sir Henry Thomas De la Beche, född 10 februari 1796 i London, död där 13 april 1855, var en engelsk geolog. 
De la Beche var från 1839 chef för då upprättade Geological Survey i Storbritannien och Irland samt för den därmed förbundna bergsskolan. Han var samtidigt direktor för Museum of Practical Geology, vars rikhaltiga geologiska och paleontologiska samlingar grundlades av honom, samt för Geological Society of London. 
De la Beche hade dessförinnan gjort fleråriga resor i Schweiz, Frankrike och på Jamaica. Han tilldelades Wollastonmedaljen kort före sin död. Han blev Fellow of the Royal Society 1819 och invaldes 1852 som utländsk ledamot av Kungliga Vetenskapsakademien. Han tillhörde grundarna av Palaeontographical Society.